# Українська Вільна Громада Америки
Українська Вільна Громада Америки — ідеологічно-громадська організація у США, заснована 1949 з колишніх членів Оборони України, що залишилися на соціально-демократичних і самостійницьких позиціях на противагу до її радянофільського крила. До організації у 1950-их роках приєдналися деякі соціалістичні діячі нової еміграції. Організація видавала неперіодичний журнал «Вільна Україна» (1954 — 67), Політичну Наукову Бібліотеку (понад 30 чисел у 19 випусках) та інше. Голова В. Довгань, секретар Є. Яворівський; інші діячі: В. Лисий, М. Стахів, С. Ріпецький. У 1970-х роках організація послабила свою діяльність. Згодом до управи входили І. Паливода (гол.), Г. Ничка (секретар), С. Ріпецький. У. В. Г. А. підтримує ідеологічний зв'язок з Українською Робітничою Організацією в Канаді.